# グレン・ジョーンズ
グレン・ジョーンズ（Glenn Jones, 1962年 - ）は、アメリカ合衆国の男性R&Bシンガー。
フロリダ州ジャクソンビルで生まれる。幼少期から教会のゴスペル・シンガーとして歌い始める。1980年代初頭にはノーマン・コナーズのアルバムTake It To The Limit収録の "Melancholy Fire"のシンガーとして注目を集め、レーベルRCAよりEverybody Loves a Winner (EP) でデビュー。その後、ジャイヴさらにアトランティックとレコード・レーベルを移籍していく。2000年代にはいるとアルバムリリースが激減したが、ピーク、シャナキーとインデペンデント・レーベルからアルバムを出している。

## ディスコグラフィ（ソロ）
- Everybody Loves a Winner(EP)(RCA)  (1983年)
- Finesse (RCA)  (1984年)
- Take It from Me (RCA) (1986年)
- Glenn Jones (Jive) (1987年)
- All For You (Jive) (1990年)
- Here I Go Again (Atlantic) (1992年)
- The Best of Glenn Jones (Jive) (1992年)
- Here I Am (Atlantic) (1994年)
- Greatest Hits: Giving Myself to You (Razor & Tie) (1998年)
- It's Time (SAR) (1998年)
- Feels Good (Peak) (2002年)
- Forever: Timeless R&B Classics (Shanachie) (2006年)